# Bernhard Grzimek
Bernhard Grzimek (/ˈgʒɪ.mɛk/), né le 24 avril 1909 à Neisse (aujourd'hui Nysa), en Haute-Silésie, et mort le 13 mars 1987 à Francfort-sur-le-Main, est un zoologiste allemand. Vétérinaire de formation, il fut directeur du Zoo de Francfort-sur-le-Main (1945-1974). Il fut un protecteur actif de la nature, notamment du parc national du Serengeti, en Tanzanie.
Il est le père de Michael Grzimek (de) (1934-1959),  qui est décédé dans un accident d'avion qu'il pilotait juste après la réalisation de leur film (Le Serengeti ne doit pas mourir).

## Filmographie
Serengeti ne doit pas mourir (en allemand : Serengeti darf nicht sterben, 1959) de Bernhard et Michael Grzimek a obtenu l’Oscar du meilleur film documentaire lors de la 32e cérémonie des Oscars à Hollywood en 1960.

## Liens externes

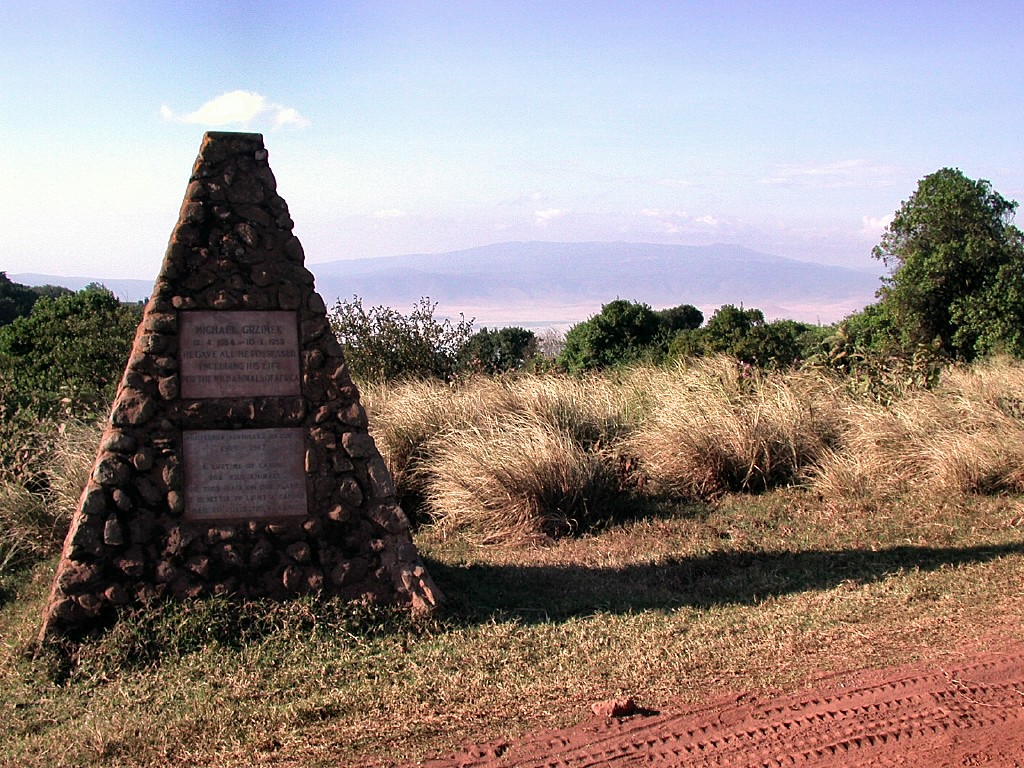
Autre vue de la tombe de Bernhard Grzimek et de son fils Michael au sommet du cratère du Ngorongoro, en Tanzanie.